# Natuurreservaat Udava
Het Natuurreservaat Udava (Slowaaks: Prírodná rezervácia Udava) is gelegen in het Nationaal Park Poloniny (onderdeel van het Oost-Karpatisch Biosfeerreservaat) in het noordoosten van Slowakije. Het gebied werd opgericht in 1982 en had in eerste instantie een grootte van 52,09 km². In 2005 werd het gebied uitgebreid tot zijn huidige grootte van 391,98 km². Het reservaat werd vooral opgericht om de oude beukenbossen en beuken-zilversparrenbossen te beschermen en wordt beschouwd als een van de meest waardevolle gebieden van het Nationaal Park Poloniny.

## Flora en fauna
Beuken (Fagus sylvatica) beslaan circa 70% van het bosoppervlak, gevolgd door circa 20% aan gewone zilversparren (Abies alba). Omdat het bos zeer oud is, biedt het veel kansen voor holenbroedende vogels als holenduif (Columba oenas), oeraluil (Strix uralensis), witrugspecht (Dendrocopos leucotos), drieteenspecht (Picoides tridactylus) en zwarte specht (Dryocopus martius). Ook zeldzame grote zoogdieren als bruine beer (Ursus arctos), Euraziatische lynx (Lynx lynx) en wolf (Canis lupus) worden zo nu en dan gesignaleerd.